# El profeta (Meyerbeer)
El profeta (título original en francés, Le Prophète) es una grand ópera en cinco actos con música de Giacomo Meyerbeer y libreto en francés de Eugène Scribe y Émile Deschamps. 

## Historia de las representaciones
La ópera se estrenó en la Ópera de París en la Salle Le Peletier el 16 de abril de 1849. Los creadores de los tres papeles principales fueron Anaïs Castellan como Berthe, Pauline Viardot como Fidés y Gustave Roger como Jean. La segunda ciudad que escuchó la ópera fue Londres el 24 de julio del mismo año. Se representó por toda Alemania en 1850, así como en Viena, Lisboa, Amberes, Nueva Orleans, Budapest, Bruselas, Praga y Basilea.  En España, se estrenó en 1863, en el Gran Teatro del Liceo de Barcelona. Su enorme éxito siguió a lo largo de todo el siglo XIX.
Esta ópera rara vez se representa en la actualidad; en las estadísticas de Operabase El profeta no aparece entre las óperas representadas en el período 2005-2010.

## Personajes
| Personaje                 | Tesitura        | Elenco del estreno, 16 de abril de 1849 (Director: Narcisse Girard) |
| ------------------------- | --------------- | ------------------------------------------------------------------- |
| Jean de Leyde             | tenor           | Gustave-Hippolyte Roger                                             |
| Fidès, madre de Jean      | mezzosoprano    | Pauline Viardot                                                     |
| Berthe, prometida de Jean | soprano         | Jeanne-Anaïs Castellan                                              |
| Jonas, un anabaptista     | tenor           | Louis Guéymard                                                      |
| Mathisen, un anabaptista  | bajo o barítono | Euzet                                                               |
| Zacharie, un anabaptista  | bajo            | Nicolas Levasseur                                                   |
| Oberthal, un conde feudal | bajo            | Hippolyte Brémond                                                   |

## Argumento

### Resumen
La ópera se ambienta en las guerras religiosas de la Alemania del siglo XVI. Jean de Leyde (personaje basado en el histórico Juan de Leiden), cuya prometida, Berthe, es secuestrada por el conde Oberthal, gobernador de Dordrecht, es persuadido por un trío de siniestros anabaptistas que se proclamó rey en Münster. Muere, acompañado por su leal madre Fides, cuando los anabaptistas lo abandonan y su palacio estalla.

### Prólogo
Meyerbeer originalmente escribió una larga obertura para la ópera pero esta se excluyó, con otras secciones de la obra, durante los ensayos, debido a la excesiva duración de la ópera en si. La obertura ahora sobrevive sólo en el arreglo realizado para piano solo o dúo hecho a petición de Meyerbeer por Charles-Valentin Alkan.

### Acto I
Ante el castillo de Oberthal, Berthe explica a Fidès que necesita el permiso del conde para casarse con Jean. Los anabaptistas entran cantando su coral, Ad nos ad salutarem (según una melodía creada por Meyerbeer) y suscitan el interés de los campesinos locales con sus ideas revolucionarias. Oberthal rechaza la petición de Berthe y arresta a las dos mujeres.

### Acto II
Posada de Jean en Leyden. Los anabaptistas entran e intentan convencer a Jean de que está destinado a ser su líder. Entra Berthe, huyendo de Oberthal; el conde llega y amenaza con ejecutar a la madre de Jean, Fidès a menos que Berthe le sea devuelta. Desesperado, Jean entrega a Berthe y sucumbe a las llamadas de los anabaptistas.

### Acto III
El campo de los anabaptistas. La primera escena incluye un interludio de "patinaje" situado en el hielo de un lago, que se convierte en una de las partes favoritas de la ópera. Aparentemente, convencieron a Meyerbeer para que incluyera esto en una representación tardía cuando el patinaje se puso de moda en París. Los anabaptistas deciden capturar Münster; su decisión la oye Oberthal quien ha entrado disfrazado en el campo. Al ser detectado, lo arrestan, pero cuando informa a Jean que ha visto a Berthe viva en Münster, Jean cancela la orden de ejecutarlo. Jean, en su papel de líder y "profeta", inspira a las tropas anabaptistas con una visión celestial de su futuro éxito.

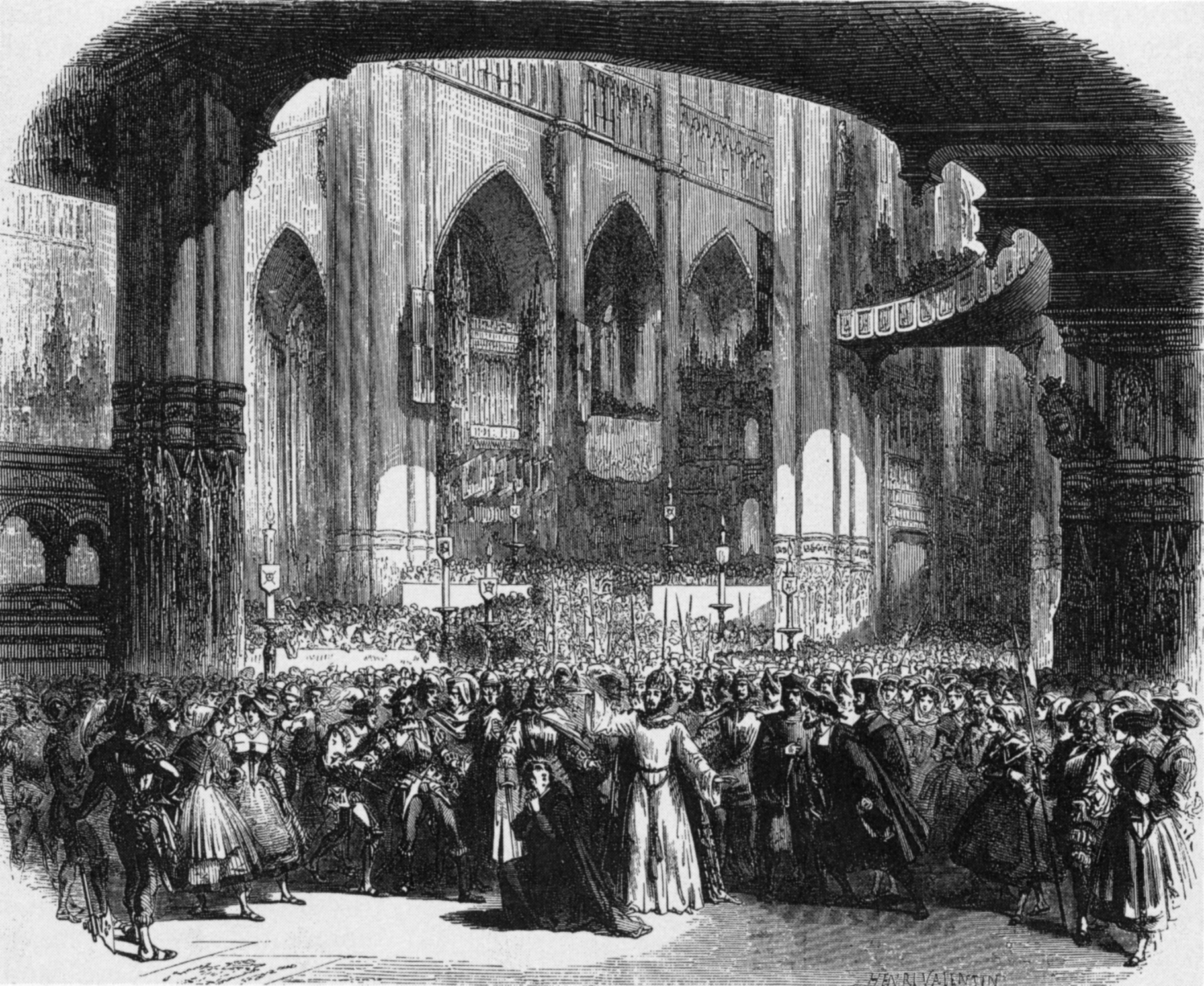
Escena 2 del acto IV de la producción original, diseño escénico de Charles-Antoine Cambon y Joseph Thierry

### Acto IV
Münster. Jean ha tomado la ciudad, cuyos ciudadanos están desesperados ante su gobierno. Berthe reconoce a Fidès, a quien le han dicho que Jean está muerto, mendigando por las calles. Berthe decide matar al perverso Profeta. La coronación de Jean se ve precedida por una espléndida marcha. Fidès decide llevar a cabo el plan de Berthe de vengarse, pero en el último momento reconoce a su hijo. Jean rechaza a su madre manifestando que no la conoce y hace que ella se retracte de haberlo reconocido como su hijo.

### Acto V
Palacio de Jean en Münster. El trío de anabaptistas deciden entregar a Jean a los ejércitos imperiales para comprar su propia protección. Fidès anima a Jean a reconocerla a ella y también sus pecados, y que se arrepienta. Berthe entra pretendiendo incendiar el palacio. Cuando ella se da cuenta de que Jean es el Profeta que ella quería destruir, se suicida. Jean y Fidès deciden acabar con la revuelta; durante las celebraciones de su coronación, Jean hace que se produzca una explosión que derrumba el palacio sobre los que quedan de los principales personajes.

## Influencia
Las influencias musicales y teatrales de la ópera pueden notarse, entre otros, en la monumental obra de Liszt Fantasía y Fuga sobre el coral Ad nos, ad salutarem undam para órgano se basa en el coral de los anabaptistas, el dúo entre la madre y el niño perdido en El trovador de Giuseppe Verdi y el catastrófico final del Ocaso de los dioses de Richard Wagner. El enorme éxito de El profeta en su estreno de París también provocó el ataque antisemita de Wagner sobre Meyerbeer, El judaísmo en la música.

## Ballet
En 1937 Constant Lambert arregló extractos de esta ópera y de L'etoile du Nord  para el ballet Les Patineurs, coreografiado por Sir Frederick Ashton.

## Grabaciones
- Renata Scotto, Marilyn Horne, James McCracken, Jerome Hines; Royal Philharmonic Orchestra, Henry Lewis, 1976 (Sony).

## Partituras
- «Le prophète» en el Proyecto Biblioteca Internacional de Partituras Musicales (IMSLP).
- «Obertura» en el Proyecto Biblioteca Internacional de Partituras Musicales (IMSLP). – arreglo para piano a cuatro manos por Charles-Valentin Alkan
- «"Fantaisie sur Le prophète"» en el Proyecto Biblioteca Internacional de Partituras Musicales (IMSLP). – para piano por Henri Herz
- «"Fantasy and Fugue on 'Ad nos, ad salutarem undam' de Le prophète» en el Proyecto Biblioteca Internacional de Partituras Musicales (IMSLP). – para órgano por Franz Liszt